# بوك فان هيل

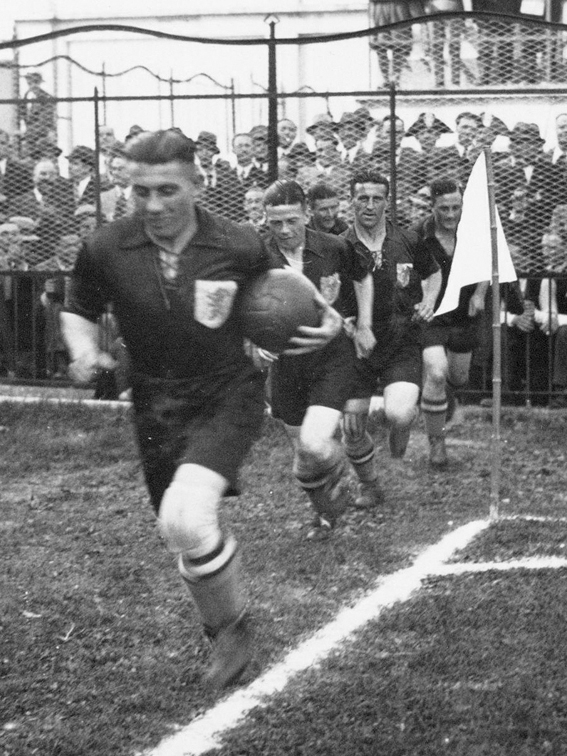

جيراردوس هينريكوس فان هيل (بالهولندية: Puck van Heel)‏ (21 يناير 1904 - 18 ديسمبر 1984) لاعب كرة قدم هولندي راحل كان يجيد اللعب في خط الوسط.
| مباريات_وطنية1= 64 | أهداف_وطنية1 = 0
| تحديث الأندية = 6 June 2007
| تحديث-منتخب_وطني = 6 June 2007
}}</ref>
لعب طوال مسيرته الرياضية في نادي فيينورد (1919-1940).
مثل منتخب هولندا في 64 مباراة (1925-1938). شارك مع منتخب هولندا في بطولة كأس العالم 1934 في إيطاليا حيث خرج من الدور الثمن النهائي وفي بطولة كأس العالم 1938 في فرنسا حيث خرج من الدور الثمن النهائي أيضا.

## وصلات خارجية
- بوك فان هيل على موقع الاتحاد الدولي (مؤرشف)  (الإنجليزية)
- بوك فان هيل على موقع قاعدة بيانات كرة القدم.إي يو (الإنجليزية)
- بوك فان هيل على موقع ناشيونال فوتبول تيمز (الإنجليزية)
- بوك فان هيل على موقع أوليمبيديا (الإنجليزية)
- هذا سيرة ذاتية